# Бронепалубные крейсера типа «Декарт»
Бронепалубные крейсера типа «Декарт» — серия крейсеров II класса французского флота, построенная в 1890-х гг. Стали развитием крейсеров типа «Фриан» (фр. Friant). Всего было построено 2 единицы: «Декарт» (фр. Descartes)и «Паскаль» (фр. Pascal). Предназначались в основном для колониальной службы.

## Конструкция

### Корпус
Крейсера типа «Декарт» имели типичный для французских кораблей того времени корпус — с очень длинным тараном в форме плуга. Борта были завалены вовнутрь, для улучшения обстрела орудий, размещённых по бортам, а артиллерия главного калибра размещалась в спонсонах. Поскольку крейсера должны были нести службу в колониях, их днище покрывалось тиковым деревом и медью.

### Силовая установка
Крейсера проекта оснащались 16 водотрубными котлами системы Бельвиля. На испытаниях «Декарт» развил скорость 21,8 узла, но при этом опасно повышалась температура в погребах боеприпасов и в эксплуатации реальная скорость была установлена меньшей. Запас угля на крейсерах составлял 543 тонны.

### Бронирование
Крейсера типа «Декарт» получили бронирование по типичной французской системе. Броневая палуба проходила ниже ватерлинии и достигала на скосах толщины 60 мм. Над броневой палубой располагались коффердамы, межпалубное пространство было частично заполнено мелкими водонепроницаемыми отсеками. Лёгкое броневое прикрытие получили орудия и боевая рубка.

### Вооружение
Главный калибр крейсеров — 164-мм орудия, размещались на миделе, в спонсонах. 100-мм орудия размещались частично на верхней палубе и частично на палубе полубака. Все они могли вести огонь вдоль продольной оси, благодаря вырезам а бортах.

## Служба
- «Декарт» — заложен в августе 1892 г., спущен 27 сентября 1894 г., в строю с июля 1896 г. Был разоружён в 1917 году и служил блокшивом в Лорьяне. Его орудия были сняты и отправлены на сухопутный фронт. Пошёл на слом в 1920 году.
- «Паскаль» — заложен в июне 1891 г., спущен 17 апреля 1893 г., в строю с 1895 г. В 1911 году пошёл на слом.

«Декарт» и «Паскаль» были отправлены во французский Индокитай после вступления в строй. Оба корабля находились там во время боксерского восстания. Они были среди судов, которые Франция выделила для подавления восстания. Декарт вернулся во Францию в 1902 году, «Паскаль» остался в Восточной Азии. Техническое состояние «Паскаля» ухудшилось после нескольких лет пребывания за границей, где у французов не было достаточно крупной верфи, и к 1904 году он не мог развивать скорость даже близкую к проектной. После этого стало неясно как его использовать.